# Нове Дракино
Нове Дра́кино (рос. Новое Дракино, ерз. Од Драка) — присілок у складі Ковилкінського району Мордовії, Росія. Входить до складу Казенно-Майданського сільського поселення.
Населення — 214 осіб (2010; 237 у 2002).
Національний склад станом на 2002 рік:
- мордва — 99 %